# دان هنلی
دانالد هیو هنلی (به انگلیسی: Donald Hugh Henley) متولد ۱۹۴۷ تگزاس، یکی از اعضا و خوانندهٔ گروه ایگلز است.
هنلی علاوه بر فعالیت در گروه ایگلز، به‌طور مستقل به خوانندگی و ساخت آهنگهای پاپ و راک اشتغال داشته‌است.
مشهورترین آهنگهای وی او فقط می‌خواهد برقصد و پایان مظلومیت می‌باشند.